# John Arledge
Pour les articles homonymes, voir Arledge.
John Arledge, né Johnson Lundy Arledge le 12 mars 1906 à Crockett, Texas et mort le 15 mai 1947 à Los Angeles, est un acteur américain.

## Filmographie partielle
- 1931 : Papa longues jambes  (Daddy Long Legs) de Alfred Santell : Jimmy McBride
- 1931 : Heartbreak de Alfred L. Werker : Jerry Sommers
- 1932 : Le Bel Étudiant (Huddle) de Sam Wood : Jim Pidgeon
- 1933 : Jimmy and Sally de James Tinling : Joe
- 1934 : Mademoiselle Général (Flirtation Walk) de Frank Borzage : Cadet 'Spike' Dukowe
- 1934 : La Soirée de Miss Stanhope (Coming Out Party) de John G. Blystone : rôle non crédité
- 1935 : Amis pour toujours (Shipmates Forever) de Frank Borzage : "Coxswain" (Johnny Lawrence)
- 1935 : Collège rythme (Old Man Rhythm) de Edward Ludwig :  Pinky Parker
- 1935 : Le Bousilleur (Devil Dogs of the Air) de Lloyd Bacon : Mac
- 1936 : Gardez-les sous les verrous (Don't Turn 'em Loose) de Benjamin Stoloff
- 1937 : La Grande Ville (Big City) de Frank Borzage : Buddy (Bud)
- 1938 : Campus Confessions de George Archainbaud : Freddy Fry
- 1938 : Alerte au bagne (Prison Nurse) de James Cruze : Mousie
- 1939 : 6000 Enemies de George B. Seitz : Phil Donegan
- 1939 : Le Cirque en folie (You Can’t Cheat an Honest Man) : Phineas Whipsnade
- 1939 : Deuxième à gauche (All Women Have Secrets) de Kurt Neumann : Joe Tucker
- 1940 : Le Cargo maudit (Strange Cargo) de Frank Borzage : Dufond
- 1940 : Les Raisins de la colère (The Grapes of Wrath) de John Ford : Davis
- 1941 : Cheers for Miss Bishop de Tay Garnett : MacRae
- 1947 : Embrassons-nous (I Wonder Who's Kissing Her Now) de Lloyd Bacon : l'employé de bureau